# 啓超道劫殺案
啓超道劫殺案是香港歷來入屋行劫案死傷人數最多者，轟動一時。
此案發生於1958年9月15日。三名悍匪入屋洗劫一空，將一家老少捆綁，掠奪財物後並沒離開，而用鋒利剪刀將衆人逐一刺死，更虐殺男嬰，行兇手法兇殘，數口之家幾近滅口。
1958年9月15日下午1時許，男子余明勝（30歲）手持禮物前往銅鑼灣啓超道10號3樓一單位內，探訪同鄉舊情人余雲（29歲），兩人閒談甚歡，其間門鈴響起，余雲欲上前應門，突被余明勝一手推開，親自開門迎接早在屋外埋伏的另外兩名大漢，三人隨即露出半邊剪刀數張和繩索，命令屋內各人不得聲張，當時屋內一家五口：除了余雲，尚有戶主張百福（48歲，余雲家翁），其妻譚霞（47歲），老婦余彩雲（74歲，張百福岳母）及男嬰張彼得（歲半，余雲兒子）。
四名成年人雙手雙腳被緊緊捆綁，用毛巾封口，三名匪徒在房內大肆搜掠，但只劫得少量款項大失所望，一怒之下竟要將屋內人全部殺死，余雲及譚霞先後被推進睡房床上亂刀刺死；一名匪徒在另一房間發現正在熟睡的男嬰張彼得，竟喪心病狂地將男嬰猛然扔在地上，復用剪刀狂刺，男嬰頭骨破裂，腸臟溢出，即時慘死；正當匪徒想向戶主張百福與老婦下毒手時，單位門鈴再度響起，似有客人到訪，匪徒慌忙中只能在兩人身上用剪刀胡亂刺了幾下，同時用酒瓶在老婦頭上猛擊，最後兇徒三人在住宅後門速速逃離。
警方接報到場時，兩名婦人與男嬰早已氣絕，張百福與老婦尚有一絲氣息，離死不遠。經過幾天搶救，兩人醒來，為慘案留下最有力的目擊證人。
因案情嚴重且涉及多條人命，警方動員逾百並全街封鎖，為當時自有兇案以來所僅見。全力緝兇下，1958年9月27日拘捕關昌娣（29歲，裁縫匠）及余明勝（30歲，無業）。經審訊後，陪審團一致裁定兩人行劫與謀殺罪成，1959年8月11日早上在赤柱監獄刑房執行繯首死刑，餘下一名疑犯陳鉅（50多歲，裁縫匠），相信已潛逃大陸，無法追捕。
案中三名死者余雲、譚霞及張彼得於香港殯儀館進行大殮，1958年9月24日安葬於香港仔華人永遠墳場。位於『虧（16段，15台）23，24及25號』。
1975年，麗的電視（今亞洲電視）將此案改編成電視劇《十大奇案：血剪》，由譚一清飾演被害戶主，拍得極為恐怖，內容情節大致相同。

## 外部連結
- 【蘋話當年】1958年啓超道利剪劫殺滅門案（页面存档备份，存于）
- 【山寨探案實錄：元方版】血染啓超道
- 【山寨探案實錄：王Sir版】半邊利剪 謀財害命（註：文中提及兇徒有五人為資料錯誤，實際犯案人數只得三人）